# Vitaliy Kobzar
Vitaliy Kobzar (9 maggio 1972) è un ex calciatore kirghiso, di ruolo attaccante.